# Crotalaria mendesii
Crotalaria mendesii är en ärtväxtart som beskrevs av Antonio Rocha da Torre. Crotalaria mendesii ingår i släktet sunnhampor, och familjen ärtväxter. IUCN kategoriserar arten globalt som livskraftig. Inga underarter finns listade i Catalogue of Life.